# Guy Ritchie

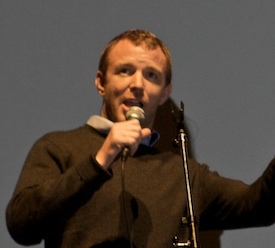
Guy Ritchie v roce 2008

Guy Ritchie (* 10. září 1968 Hatfield, hrabství Hertfordshire, Spojené království) je britský scenárista a režisér.

## Život a dílo
Jeho otec John Ritchie, dosáhl úspěchu v reklamním průmyslu. Jeho rodiče se rozvedli, když mu bylo pět let. Matka Amber se poté provdala za baroneta Sira Michaela Leightona, na jehož panství ze 17. století vyrůstal společně se svou sestrou Tabithou. Navzdory tomu si později osvojil cockney, styl mluvy a přízvuk sociálně slabších vrstev obyvatelstva londýnského East Endu. Znalost cockney pak s oblibou využíval ve svých filmech. Jeho dyslexie se stala pravděpodobně jedním z důvodů, proč byl v patnácti letech vyloučen ze školy Stanbridge Earls. Potom navštěvoval Sibford School, malou soukromou internátní školu v Oxfordshire, avšak byl vyloučen i odsud. Pracoval nejdříve na stavbách, v roce 1993 začal jako runner ve filmových studiích v Soho vykonávat nejrůznější podřadné práce. Postupně se ale vypracoval až k režírování reklam a videoklipů. Získal zde cenné zkušenosti pro pozdější práci na celovečerních filmech.
V roce 1995 režíroval dvacetiminutový krátký film The Hard Case, financovaný otcem jeho tehdejší přítelkyně, televizním magnátem Michaelem Greenem. Když byl film vysílán na britském televizním kanále Channel 4, zaujal Stinga, jehož žena Trudie se následně rozhodla produkovat Ritchieho první celovečerní film Sbal prachy a vypadni (Lock, Stock, and Two Smoking Barrels), který se na plátnech objevil v roce 1998. Ve filmu byl do malé vedlejší role angažován i samotný Sting. Tato Ritchieho gangsterka připomínala např. film Podraz (The Sting) od režiséra George Roye Hilla nebo tvorbu Quentina Tarantina. Ceněna byla pro inteligentní černý humor a zajímavě propletené dějové linie s vtipnou pointou. Díky filmu se proslavil herec Jason Statham a bývalý fotbalista Vinnie Jones známý v Británii svou brutální hrou. Dále zde vystupovali např. P.H. Moriarty nebo bývalý šampion v boxu Lenny McLean a další.
Díky úspěchu svého prvního filmu získal finanční podporu od Sony pro druhý projekt. Jednalo se opět o gangsterskou komedii, která se jmenovala Podfu(c)k (Snatch) a do kin přišla v roce 2000. Objevili se v ní někteří herci ze Sbal prachy a vypadni, např. Jason Statham nebo Vinnie Jones. V obsazení navíc tentokrát figurovala již i velmi známá jména: Brad Pitt, Benicio del Toro, Dennis Farina. Jednalo se o podobně laděný film jako Sbal prachy a vypadni, plný důmyslně rozehraných zápletek a černého humoru. I Podfu(c)k byl v recenzích hodnocen kladně.
V roce 2000 se oženil se známou pop star Madonnou a ve stejném roce se jim narodil syn Rocco. Madonna výrazně ovlivnila jeho další filmařskou kariéru. Režíroval pro ni kontroverzní videoklip písně „What It Feels Like for a Girl,“ v němž zpěvačka najíždí autem do lidí. Madonna vystupovala i v Ritchieho krátkém promo filmu Star, vytvořeném na objednávku pro firmu BMW. Obsadil ji také do svého dalšího celovečerního filmu Trosečníci (Swept Away) z roku 2002, remaku stejnojmenného snímku Liny Wertmüller. Film se nedočkal úspěchu ani u kritiků, ani u diváků a získal dokonce několik potupných Zlatých malin za rok 2002.
Jeho další film z roku 2005 Revolver o gamblerech v Las Vegas rovněž nebyl hodnocen kladně. V témže roce adoptoval s Madonnou malawského chlapce Davida. V roce 2007 pracoval jako režisér pro americkou televizní stanici ABC na pilotním snímku krimiseriálu Suspect. V roce 2008 připravil celovečerní film RocknRolla. 15. prosince 2008 se rozvedl s Madonnou.
Zúčastnil se 14. řady pořadu Top Gear.

## Filmografie
| Rok  | Film                       | Anglický název                         | Poznámka                 | Spolupracoval jako | Spolupracoval jako | Spolupracoval jako |
| ---- | -------------------------- | -------------------------------------- | ------------------------ | ------------------ | ------------------ | ------------------ |
| 1995 |                            | The Hard Case                          | 20 min krátký film       | Režisér            |                    | Scenárista         |
| 1998 | Sbal prachy a vypadni      | Lock, Stock and Two Smoking Barrels    | Ritchiův filmový debut   | Režisér            |                    | Scenárista         |
| 2000 | Podfu(c)k                  | Snatch                                 |                          | Režisér            |                    | Scenárista         |
| 2001 | Star                       | The Hire: Star                         | BMW krátký reklamní film | Režisér            |                    | Scenárista         |
| 2001 | Fotbal za mřížemi          | Mean Machine                           |                          |                    | Producent          |                    |
| 2002 | Trosečníci                 | Swept Away                             | S Madonnou               | Režisér            |                    | Scenárista         |
| 2005 | Revolver                   | Revolver                               |                          | Režisér            |                    | Scenárista         |
| 2007 | Podezření                  | Suspect                                | Televize                 | Režisér            | Producent          |                    |
| 2008 | RocknRolla                 | RocknRolla                             |                          | Režisér            | Producent          | Scenárista         |
| 2009 | Sherlock Holmes            | Sherlock Holmes                        |                          | Režisér            |                    | Scenárista         |
| 2011 | Sherlock Holmes: Hra stínů | Sherlock Holmes: A Game of Shadows     |                          | Režisér            |                    | Scenárista         |
| 2015 | Krycí jméno U.N.C.L.E.     | The Man from U.N.C.L.E.                |                          | Režisér            |                    | Scenárista         |
| 2016 | Král Artuš: Legenda o meči | Knights of the Roundtable: King Arthur |                          | Režisér            | Producent          | Scenárista         |
| 2019 | Aladin                     | Aladdin                                |                          | Režisér            |                    | Scenárista         |
| 2019 | Gentlemani                 | The Gentleman                          |                          | Režisér            | Producent          | Scenárista         |